# 公団
公団（こうだん）とは、公的な事務や事業を担うために設立された法人形態の一種。

## 日本の公団
日本では、第二次世界大戦後、連合国軍最高司令官総司令部 (GHQ) の意向を受けて設立された法人をいう。その後、占領期を脱すると、行政機関の一部としての性格から切り離され、公社に近似した公法人となった。2001年（平成13年）12月に策定された特殊法人等整理合理化計画にもとづき、すべての公団が独立行政法人あるいは特殊会社（株式会社）に改組されることとなり、2005年（平成17年）10月の道路四公団（日本道路公団、首都高速道路公団、阪神高速道路公団、本州四国連絡橋公団）の分割・民営化を最後に、「公団」は消滅し、現存しない法人形態となった。

### 歴史
第二次世界大戦後の日本では、戦後復興のための経済統制が必要とされた。戦前の日本では戦時下の経済統制のために、重要産業団体令（昭和16年勅令第831号）等によって産業別に統制会が設立され、産業界による自主的な市場統制が行われていた。政府は戦後復興のための経済統制にも統制会等を活用しようと考えたが、連合国軍最高司令官総司令部 (GHQ) は私的独占を禁じる観点から公的機関に経済統制を行わせるよう要請し、国の事業を担ってきた私法人の廃止や組織再編とあわせて公団が設立されるようになった。
当初は公社、配給団、配給庁といった名称が検討され、政府の立案段階では「公庁」という名称で法案が立案されていた。しかし、最終的に「公団」という名称に改められ立法化された。
以上の結果、戦時下の国策会社、統制組合、営団の機能を吸収しつつ、産業復興公団、船舶公団、石油配給公団、配炭公団、価格調整公団、肥料配給公団などが順次設立されるに至った。
初期の公団は国家行政組織法（昭和23年法律第120号）第22条で国家行政組織の一部とされ、公団の職員は公務員とされていた。具体的には、各省の一部として国家行政組織法の別表に列挙され、個別の設置根拠法で設置・廃止されるものと位置づけられた。ただ、国家行政組織の一部であるが、個別の設置根拠法において、法人格が与えられていた。
占領期を脱すると、公団は変容し、国家行政組織法から削除された。役職員は、国家公務員からいわゆるみなし公務員となり、その点では、公社と区別が付きにくくなった。
1955年（昭和30年）には食糧増産と世界銀行から借款を借り入れる必要から、農林省が「愛知用水事業公社」の設立を構想。これが愛知用水公団（現在の独立行政法人水資源機構）として実現する。以降、日本住宅公団（現在の独立行政法人都市再生機構）をはじめ、さまざまな公団が設立されるようになった。

### 改組・廃止された公団
- 配炭公団（1949年）
- 京浜外貿埠頭公団、阪神外貿埠頭公団（1982年、廃止され、財団法人東京港埠頭公社・財団法人横浜港埠頭公社・財団法人神戸港埠頭公社・財団法人大阪港埠頭公社が資産・業務を承継。東京は2008年に東京港埠頭株式会社が、横浜は2012年に横浜港埠頭株式会社が、神戸、大阪は2011年に神戸港埠頭株式会社、大阪港埠頭株式会社がさらに承継。神戸港埠頭会社は2017年に解散。）
- 船舶整備公団（1997年、鉄道整備基金と統合され運輸施設整備事業団に改組。さらに、2003年に日本鉄道建設公団と統合し、独立行政法人鉄道建設・運輸施設整備支援機構に改組）
- 日本鉄道建設公団（2003年、運輸施設整備事業団と統合し、独立行政法人鉄道建設・運輸施設整備支援機構に改組）
- 緑資源公団（2003年、独立行政法人緑資源機構に改組、2008年、さらに独立行政法人森林総合研究所森林農地整備センターに改組）
  - 農用地整備公団（1999年、緑資源公団に残務を継承し廃止）
  - 農地開発機械公団
- 愛知用水公団
  - 水資源開発公団（2003年、独立行政法人水資源機構に改組）
- 日本住宅公団→都市基盤整備公団（2004年、独立行政法人都市再生機構（UR都市機構）に改組）
- 地域振興整備公団（2004年、独立行政法人都市再生機構と中小企業基盤整備機構に再編）
- 新東京国際空港公団（2004年、株式会社化に伴い成田国際空港株式会社に改組）
- 日本道路公団（2005年、NEXCO三社（NEXCO東日本・NEXCO中日本・NEXCO西日本）に分割改組）
- 首都高速道路公団（2005年、首都高速道路株式会社に改組）
- 阪神高速道路公団（2005年、阪神高速道路株式会社に改組）
- 本州四国連絡橋公団（2005年、本州四国連絡高速道路（JB本四高速）に改組）
- 石油公団（2005年、独立行政法人石油天然ガス・金属鉱物資源機構に事業を移管）

## 韓国の公団
韓国では1981年12月に韓国公団法が制定されており、この法律を根拠として政府出資法人等が設立されている。
- 国家鉄道公団
- 道路交通公団
- 海洋環境公団（朝鮮語版）
- 韓国環境公団（朝鮮語版）
- 韓国公害管理公団（朝鮮語版）
- 韓国交通安全公団（朝鮮語版）
- 韓国産業安全保健公団（朝鮮語版）
- 韓国産業人力公団（朝鮮語版）
- 韓国産業団地公団（朝鮮語版）
- 韓国乗降機安全公団（朝鮮語版）
- 韓国水産資源管理公団（朝鮮語版）
- 韓国報勲福祉医療公団（朝鮮語版）
- 国民健康保険公団（朝鮮語版）
- 国立公園公団（朝鮮語版）
- 小商工人市場進興公団（朝鮮語版）